# Stropharia
Stropharia is een geslacht van schimmels behorend tot de familie Strophariaceae. De typesoort is Stropharia aeruginosa.

## Naam
De naam Stropharia is afgeleid van het Grieks 'στροφος/strophos', dat riem betekent. Hiermee wordt verwezen naar de ring die op de steel aanwezig is. 

## Kenmerken
Stropharia zijn middelgrote tot grote, vlezige zwammen. De bolle hoed kan verschillende kleuren hebben. De hoed is plakkerig tot zeer slijmerig en vlezig en vaak bedekt met resten van velum. Afhankelijk van de soort is de steel slijmerig en vaak schilferig. De niet-vlekkerige lamellen zijn breed tot uitgebocht aangehecht en als ze rijp zijn grijs, grijsbruin of grijsviolet van kleur. De sporenkleur is lilagrijs, lavendelbruin of umbrabruin. De gladde, dikwandige, ellipsvormige tot amandelvormige sporen hebben een kiempore. Het geslacht wordt ook gekenmerkt door de aanwezigheid van acanthocyten, langwerpige cellen met scherpe punten die loskomen van het basismycelium en de rhizomorfen.

## Soorten
Soorten met een Nederlandse naam zijn:
- Stropharia aeruginosa (Echte kopergroenzwam), status: zeer algemeen
- Stropharia albonitens (Witglanzende stropharia), status: vrij zeldzaam
- Stropharia caerulea (Valse kopergroenzwam), status: zeer algemeen
- Stropharia coronilla (Okergele stropharia), status: algemeen -> overgezet naar Psilocybe coronilla
- Stropharia halophila (Helmstropharia), status: vrij zeldzaam
- Stropharia inuncta (Witsteelstropharia), status: vrij algemeen
- Stropharia luteonitens (Strogele stropharia), status: vrij zeldzaam -> overgezet naar Protostropharia luteonitens
- Stropharia melanosperma (Witte stropharia), status: zeldzaam
- Stropharia pseudocyanea (Slanke kopergroenzwam), status: vrij algemeen
- Stropharia rugosoannulata (Blauwplaatstropharia), status: algemeen
- Stropharia semiglobata (Kleefsteelstropharia), status: algemeen -> overgezet naar Protostropharia semiglobata
- Stropharia squamulosa (Schubbige kopergroenzwam), status: uiterst zeldzaam

Volgens Index Fungorum telt het geslacht 67 soorten (peildatum april 2023):
| Soortnaam                                        | Auteur(s)                          | Publicatiejaar |
| ------------------------------------------------ | ---------------------------------- | -------------- |
| Stropharia acanthocystis                         | Cortez & R.M. Silveira             | 2007           |
| Stropharia acanthostipitata                      | Angelini & Vizzini                 | 2017           |
| Stropharia aeruginosa (Echte kopergroenzwam)     | (Curtis) Quél.                     | 1872           |
| Stropharia agaricoides                           | P.S. Silva, Cortez & R.M. Silveira | 2009           |
| Stropharia agrocyboides                          | (Raithelh.) Raithelh.              | 2004           |
| Stropharia albivelata                            | (Murrill) Norvell & Redhead        | 2000           |
| Stropharia albonitens (Witglanzende stropharia)  | (Fr.) Quél.                        | 1875           |
| Stropharia albosulphurea                         | (Pat.) Zhu L. Yang                 | 2000           |
| Stropharia ambigua                               | (Peck) Zeller                      | 1914           |
| Stropharia andina                                | Singer                             | 1977           |
| Stropharia apiahyna                              | (Speg.) Cortez & R.M. Silveira     | 2008           |
| Stropharia araucariae                            | Cortez & R.M. Silveira             | 2008           |
| Stropharia atroferruginea                        | M.B. Khan, Fiaz & A.N. Khalid      | 2019           |
| Stropharia bicolor                               | Pegler                             | 1977           |
| Stropharia caerulea (Valse kopergroenzwam)       | Kreisel                            | 1979           |
| Stropharia campestris                            | Peck                               | 1922           |
| Stropharia chrysocystidia                        | T.X. Meng & T. Bau                 | 2008           |
| Stropharia cifuentesii                           | Bandala, Montoya & Jarvio          | 2005           |
| Stropharia coccinea                              | A. Pearson ex Pegler               | 1996           |
| Stropharia coelhoi                               | C. Seger, Sulzbacher & Cortez      | 2016           |
| Stropharia coronilliformis                       | Murrill                            | 1945           |
| Stropharia cyanea                                | (Bull.) Tuomik.                    | 1953           |
| Stropharia elegans                               | Murrill                            | 1922           |
| Stropharia eximia                                | Benedix                            | 1961           |
| Stropharia farlowiana                            | Raithelh.                          | 2000           |
| Stropharia flocculosipes                         | Singer                             | 1969           |
| Stropharia floridana                             | Murrill                            | 1943           |
| Stropharia halophila (Helmstropharia)            | Pacioni                            | 1988           |
| Stropharia hornemannii                           | (Fr.) S. Lundell & Nannf.          | 1934           |
| Stropharia imaiana                               | Benedix                            | 1961           |
| Stropharia inuncta (Witsteelstropharia)          | (Fr.) Quél.                        | 1872           |
| Stropharia jilinensis                            | T. Bau & E.J. Tian                 | 2013           |
| Stropharia kauffmanii                            | A.H. Sm.                           | 1941           |
| Stropharia lasseri                               | Dennis                             | 1961           |
| Stropharia lepiotiformis                         | (Cooke & Massee) Sacc.             | 1891           |
| Stropharia lignicola                             | E.J. Tian                          | 2021           |
| Stropharia mammillata                            | Sacc.                              | 1887           |
| Stropharia melanosperma (Witte stropharia)       | (Bull.) Gillet                     | 1878           |
| Stropharia ochraceoviridis                       | García Mon.                        | 1998           |
| Stropharia palustris                             | (Quél.) Sacc.                      | 1887           |
| Stropharia pokhraensis                           | Dhanch. & Bakhukh.                 | 1989           |
| Stropharia populicola                            | L. Fan, S. Guo & H. Liu            | 2021           |
| Stropharia pseudocyanea (Slanke kopergroenzwam)  | (Desm.) Morgan                     | 1908           |
| Stropharia purpureoaurantiaca                    | Raithelh.                          | 1974           |
| Stropharia purpureoviolacea                      | Raithelh.                          | 1974           |
| Stropharia rubrobrunnea                          | Senthil. & S.K. Singh              | 2013           |
| Stropharia rugomarginata                         | Zeller & Epling                    | 1922           |
| Stropharia rugosoannulata (Blauwplaatstropharia) | Farl. ex Murrill                   | 1922           |
| Stropharia sanguineopurpurea                     | (Rick) Raithelh.                   | 1995           |
| Stropharia scabella                              | (Zeller) E.J. Tian & M. Gordon     | 2020           |
| Stropharia semigloboides                         | Murrill                            | 1912           |
| Stropharia squamulosa (Schubbige kopergroenzwam) | (Massee) Massee                    | 1906           |
| Stropharia stuhlmannii                           | Henn.                              | 1893           |
| Stropharia subbadia                              | Murrill                            | 1922           |
| Stropharia subsquamulosa                         | Mitchel & A.H. Sm.                 | 1978           |
| Stropharia subuda                                | Grgur.                             | 1997           |
| Stropharia taediosa                              | (Kalchbr.) D.A. Reid               | 1975           |
| Stropharia trinitensis                           | (Dennis) Cortez                    | 2008           |
| Stropharia troyana                               | Murrill                            | 1918           |
| Stropharia umbonasceus                           | Morgan                             | 1908           |
| Stropharia umbonatescens                         | (Peck) Sacc.                       | 1887           |
| Stropharia variicolor                            | Desjardin & Hemmes                 | 2001           |
| Stropharia varzeae                               | (Singer) Cortez                    | 2008           |
| Stropharia venusta                               | P.S. Silva, Cortez & R.M. Silveira | 2009           |
| Stropharia viloriana                             | (Dennis) Singer                    | 1989           |
| Stropharia viridula                              | (Schaeff.) Morgan                  | 1908           |
| Stropharia yunnanensis                           | W.F. Chiu                          | 1973           |